# Erquinghem-le-Sec

Erquinghem-le-Sec este o comună în departamentul Nord, Franța. În 1 ianuarie 2022 avea o populație de 624 de locuitori.